# Mahakashyapa
Mahakashyapa, també es pot trobat escrit com Mahākāśyapa, va ser un brahmán de Magadha, convertit en un dels principals deixebles de Buda Gautama. Mahakashyapa va ser qui va convocar i va dirigir el primer concili budista.
Es tracta d'un dels més venerats entre els primers deixebles de Buda, sobretot en les pràctiques ascètiques. Sovint se li representa en estàtues al costat de Ananda, cadascun dempeus a banda i banda de Buda.

## En el budisme Zen
Segons la tradició del budisme Zen, Mahakashyapa va ser el primer a rebre la transmissió del Dharma directament de Buda Gautama. El Zen pretén portar als seus seguidors idees similars a les esmentades pel Buda Shakyamuni en el seu sermó de la flor, quan va sostenir una flor blanca en unes de les seves mans i solament Mahakashyapa va ser capaç d'admirar-la. Es diu que Mahakashyapa va somriure lànguidament, i el Buda ho va triar per haver estat l'únic que havia entès realment el significat i, per tant, era digne de ser el seu successor.
Les paraules que Buda Gautama va dirigir a Mahakashyapa són descrites de la següent manera:
| «              | Posseeixo el veritable ull del Dharma, la ment meravellosa de Nirvana, la veritable forma de la No-forma, la porta subtil del Dharma que no es basa en paraules o lletres, sinó que és una transmissió especial més enllà de les escriptures. Així la confio a Mahakashyapa. | » |
| — Buda Gautama | |   |

Amb tot, dins del budisme es va desenvolupar un mètode el qual se centrava en l'experiència directa i no en creences racionals o escriptures revelades. El Zen és un mètode de religió meditativa que busca la Il·luminació en la manera que va experimentar Mahakashyapa.
En L'Himne de la Il·luminació de Yongjia Xuanjue (665-713), un dels principals deixebles de Huineng, el Sisè Patriarca del Budisme Chan (budisme zen a la Xina), està escrit que Bodhidharma va ser el Patriarca número 28 en la línia de descendència de Mahakashyapa, sent aquest últim el Primer Patriarca del Budisme Chan:
Mahakashyapa va ser el primer, a portar la línia de transmissió;
vint-i-vuit Pares el van seguir a l'Oest;
la llum va ser portada aleshores a través del mar a aquesta terra;
i aquí Bodhidharma es va convertir en el Primer Pare:
el seu mantell, com tots sabem, va passar per sis Pares,
I per això moltes ments van arribar a veure la llum.
En el Sutra del lotus, Capítol 6, (Atorgament de la Profecia), el Buda li atorga les profecies de la Il·luminació als deixebles Mahakashyapa, Subhuti, Maha Katyayana, i Maha Maudgalyayana.

## En la cultura xinesa
Segons la llegenda xinesa, el monjo Ji Gong, conegut com l'arhat Drac Domesticat, va ser una reencarnació de Mahakashyapa.